# ダイレクトイグニッション
ダイレクトイグニッション (英: Direct ignition) は火花点火内燃機関の点火装置の方式の一つで、ディストリビューターを介さずにイグニッションコイルで発生させた点火電流を直接点火プラグに供給する方式である。ダイレクトイグニッションを採用する点火装置全体を指してダイレクトイグニッションシステムと呼ぶ場合もある。

## 概要
ダイレクトイグニッションは性能向上が限界に達していた従来の機械式（ディストリビューター方式）の点火システムに代わって開発された電気式の点火システムである。従来の点火システムは、ひとつの点火コイルで発生させた点火信号を、カムシャフトと直結したロータリースイッチであるディストリビューターにより、各気筒の点火プラグに点火信号を分配するものであった。機械的なディストリビューターは、その電気接点の磨耗や接触不良の発生、さらには接点間スパークの発生により電波ノイズの発生が避けられず、またエンジンの高回転化に対応できない等の問題を抱えていた。
ダイレクトイグニッションの最大の特徴として点火コイルから点火プラグまでの距離が短い（プラグコードを必要としない）事が挙げられ、電圧のロスを最小限に抑えている。また、一般的に機械式点火システムと比較して燃焼効率が良く、より強大なトルクが得られ、燃費性能も高いとされる。センサーで点火時期を算出し、インジェクションもECUが包括制御を行う事で全回転域において安定した点火と電カ供給を可能としており、このためメンテナンス性が高く、改修、改良が行いやすいと説明されることもある。
反対にデメリットとして、点火コイルの構造・磁性体材料によっては高回転域で2次電圧が低下する可能性が考えられる。また各部電圧のトータルバランスが取りにくく、アーシング等の電装部品を追加施工する事によって、そのバランスが崩れてしまうと本来の性能が発揮できなくなってしまう。また部品単価もプラグコードのセットと比して高価な場合が多い。
7代目日産・スカイライン（1985年：R31型）用のRB20DE／RB20DET型エンジン（直列6気筒・DOHC24バルブ）に採用されたのを皮切りに普及が進み、2015年現在では軽自動車を含むほぼ全てのガソリンエンジン車に採用されている点火システムである。

## システム
第2世代ランサーエボリューションに採用されたシステムは、点火コイルを2個備え、それぞれの点火コイルから発生する点火信号をダイオードで2分割することにより、機械的なディストリビューターを廃して4気筒の点火プラグに点火信号を送るものであった。当時、点火コイルの小型化と価格に難があったために、妥協の産物として採用された変則的なシステムであった。このシステムでは点火コイルと点火プラグとの間に、かなり短くなったとはいえ、プラグコードが残存していた。
現在では、点火コイルの小型化と低価格化が進み気筒の数だけ点火コイルを備えることが可能となり、小型化された点火コイルを点火プラグのソケットに内蔵することでプラグコードが不要となった。ECUから各気筒に設置された点火コイルに電気信号を送り、点火することが行われている。